# Megacariocita

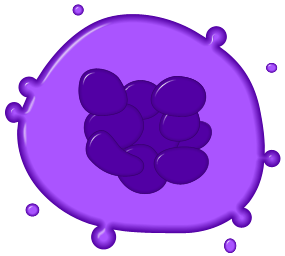
Megacariocita.

Il megacariocita è una cellula del midollo osseo che frantumandosi forma le piastrine ematiche necessarie per la coagulazione del sangue.
I megacariociti normalmente ammontano a 1 su 10.000 cellule del midollo osseo ma possono aumentare in numero di circa 10 volte in certe malattie. In generale, i megacariociti sono dalle 10 alle 15 volte più grandi di un normale globulo rosso, mediamente 50-100 µm di diametro. Durante la sua maturazione, il megacariocita cresce in grandezza e replica il suo DNA senza citocinesi. Come risultato, i nuclei dei megacariociti possono diventare molto grossi e lobulati; per questo, guardandoli con un microscopio ottico, può sembrare che ci siano molti nuclei. In alcuni casi, i nuclei possono essere poliploidi fino a 64N, ossia avere 32 copie del normale contenuto di DNA di una cellula umana.

## Sviluppo dei megacariociti
I megacariociti derivano dalle cellule staminali ematopoietiche, cellule precursori nel midollo osseo. Queste cellule staminali pluripotenti si dispongono nel midollo vicino ai sinusoidi e sono capaci di produrre tutti i tipi di cellule sanguigne a seconda del segnale che ricevono. Il primo segnale per la produzione dei megacariociti è la trombopoietina o TPO. La TPO è necessaria per indurre la differenziazione da cellula progenitore nel midollo osseo a megacariocita. Altri segnali molecolari per la differenziazione dei megacariociti includono GM-CSF, IL-3, IL-6, IL-11, ed eritropoietina. Lo sviluppo dei megacariociti attraversa i seguenti passaggi:
CFU-Me (cellula staminale emopoietica pluripotente o emocitoblasto) -> megacarioblasto -> promegacariocita -> megacariocita.
Le cellule infine raggiungono lo stato di megacarioblasto e perdono la loro capacità di dividersi. Tuttavia, sono ancora in grado di replicare il loro DNA e continuano lo sviluppo.. Il citoplasma continua ad espandersi ed il contenuto di DNA può aumentare fino a 64N.

## Rilascio delle piastrine
Appena la cellula completa la differenziazione e diventa un megacariocita maturo, inizia il processo di produzione delle piastrine. La trombopoietina induce il megacariocita a formare piccole pro-piastrine. Le piastrine sono nella membrana interna dentro il citoplasma dei megacariociti.
Sono stati proposti due meccanismi per il rilascio delle piastrine. Nel primo scenario, il processo di formazione delle pro-piastrine fa esplodere la membrana con rilascio delle piastrine. Nel secondo caso, le cellule formano una catena di piastrine nei vasi sanguigni; la catena viene formata tramite pseudopodi capaci di emettere continuamente piastrine nella circolazione. In entrambi i casi, ognuno di questi processi porterebbe alla formazione di 2000-5000 nuove piastrine. Complessivamente, 2/3 di queste piastrine prodotte rimangono nella circolazione mentre 1/3 vengono utilizzate dalla milza.

## Effetti della citocinesi
Le citochine sono segnali usati dal sistema immunitario per la comunicazione intercellulare. Ci sono molte citochine che interessano i megacariociti. Certe citochine come le IL-3, IL-6, IL-11, LIF, eritropoietina, e trombopoietina stimolano la maturazione delle cellule progenitrici dei megacariociti. Altri segnali come PF4, CXCL5, CXCL7, e CCL5 inibiscono la formazione di piastrine.

### Trombopoietina
La trombopoietina (TPO) è la 353ª proteina situata nel cromosoma 3p27. La TPO è sintetizzata principalmente nel fegato ma può essere prodotta da reni, testicoli, cervello, e nelle cellule stromali del midollo osseo. Ha una grossa omologia con l'eritropoietina. È richiesta ma non obbligatoria per la formazione di piastrine. Topi senza TPO o senza i suoi recettori (Mpl) hanno una riduzione del 90% del numero di piastrine nella circolazione, sebbene le piastrine siano normali in morfologia e funzionalità.

## Malattie dovute ai megacariociti
I megacariociti sono direttamente responsabili nella produzione di piastrine che sono richieste nella formazione di trombosi, o coaguli di sangue. Ci sono molte malattie attribuibili direttamente all'anormale funzionalità dei megacariociti o delle piastrine.

### Trombocitemia essenziale
La trombocitemia essenziale (ET) è un disordine caratterizzato da un numero estremamente alto di piatrine nella circolazione. La malattia colpisce 1-2 persone ogni 100,000. Le direttive del WHO (World healt organization) per la diagnosi della malattia richiedono > 600,000 piastrine/μL di sangue (normalmente 150,000-400,000) e la biopsia del midollo osseo. Le conseguenze di avere un così alto numero di piastrine includono trombosi e coaguli in tutto il corpo. I trombi si formano più frequentemente nelle arterie che nelle vene. Ironicamente, avendo un numero superiore di 1,000,000 piastrine/μL si può andare incontro ad eventi emorragici. Recenti studi hanno suggerito che la maggior parte dei casi di ET sono dovuti ad una mutazione della proteina JAK2, una componente del ciclo JAK-STAT. Studi hanno suggerito che questa mutazione rende i megacariociti ipersensibili alla trombopoietina e causa una proliferazione di cloni di megacariociti. Questo è un rischio perché la malattia si potrebbe così trasformare in leucemia. Il primo trattamento consiste nella somministrazione di idrossiurea per abbassare il numero di piastrine.

### Trombocitopenia amegacariocitica congenita
La trombocitopenia amegacariocitica congenita (CAMT) è una malattia ereditaria rara. La prima manifestazione è la trombocitopenia e la megacariocitopenia, o basso numero di piastrine e megacariociti. Si ha un'assenza di megacariociti nel midollo osseo senza un'associata anormalia fisica. La causa di questo disordine sembra essere una mutazione nel gene per il recettore TPO, c-mpl, nonostante alti livelli di siero TPO. In più, ci possono essere anomalie al sistema nervoso centrale compreso il cervello e il cervelletto che può causare i sintomi. Il primo trattamento per la CAMT è il trapianto midollo osseo.